# Масычево (Воронежская область)
Масычево — село в Бутурлиновском районе Воронежской области.
Входит в состав Филиппенковского сельского поселения.

## География

### Улицы
- ул. Дзержинского,
- ул. Октябрьская.

## Население
| 1859 | 1897  | 2010 |
| ---- | ----- | ---- |
| 654  | ↗1031 | ↘168 |